# 2338 Bokhan
2338 Bokhan è un asteroide della fascia principale. Scoperto nel 1977, presenta un'orbita caratterizzata da un semiasse maggiore pari a 2,8342089 UA e da un'eccentricità di 0,0592351, inclinata di 3,20257° rispetto all'eclittica.
L'asteroide è dedicato a Nadežda Antonovna Bochan, membro dello staff dell'Istituto di Astronomia Teorica (ITA) a Leningrado.